# یواس‌اس هنپین (ای‌کی-۱۸۷)
یواس‌اس هنپین (ای‌کی-۱۸۷) (به انگلیسی: USS Hennepin (AK-187)) یک کشتی بود که طول آن 388' 8" بود. این کشتی در سال ۱۹۴۴ ساخته شد.